# کارلیل بلکول
کارلیل بلکول (انگلیسی: Carlyle Blackwell; ۲۰ ژانویهٔ ۱۸۸۴ – ۱۷ ژوئن ۱۹۵۵) یک هنرپیشه، و کارگردان اهل ایالات متحده آمریکا بود.

## گزیده فیلمشناسی
از فیلم‌ها یا برنامه‌های تلویزیونی که وی در آن نقش داشته‌است می‌توان به آثار زیر اشاره کرد.
- ملکه باکره (فیلم ۱۹۲۳) (۱۹۲۳)
- او (فیلم ۱۹۲۵) (۱۹۲۵)
- مونت کارلو (فیلم ۱۹۲۵) (۱۹۲۵)